# Павлов, Никифор Дамианович
Никифор Дамианович Павлов (или Демьянович; 4 [16] февраля 1867, Алисово, Курская губерния — 19 июня 1929, Омск, Сибирский край) — русский военный-геодезист, генерал-майор. Советский профессор астрономии и геодезии.

## Биография
Родился 4 (16) февраля 1867 года в селе Алисово, Фатежского уезда, Курской губернии в крестьянской семье.
В 1884 году поступил в Курское землемерное училище.
C 1 (13) ноября 1887 года в Русской императорской армии. Окончил Военно-топографическое училище (1889) в Санкт-Петербурге, в чине подпоручика корпуса военных топографов.
Производил топографические работы на съемке в Финляндии и Санкт-Петербургской губернии.
Окончил Николаевскую академию Генерального Штаба (1899, по 1-му разряду).
В 1902 году — производитель вычислительных работ при военно-топографическом отделе Главного штаба.
В 1903—1907 годах подполковник, Штаб-офицер для поручений и астрономических работ при штабе Омского военного округа.
В 1907—1908 годах полковник, штаб-офицер для поручений и астрономическим работам при военно-топографическом отделе штаба Кавказского военного округа.
Начальник военно-топографического отдела штаба Омского военного округа (с 18 (31) декабря 1908.
В 1912 году разработал способ определения поправки часов, применяемый при работах на Севере.
14 апреля 1913 года произведён в генерал-майоры, за отличие.
Во время 1-й мировой войны в его управление были эвакуированы приборы и карты из Пулковской обсерватории.
После октябрьской революции оставался во главе отдела (начальник Сибирского военно-топографического управления Красной Армии), но «вступил в сношения с советской властью, но только лишь с целью сохранения топографического отдела, целым, невредимым и работоспособным».
В 1918 году руководил Омским, Иркутским и Хабаровским военно-топографическими отделами Российского государства, был назначен профессором Академии Генерального штаба, в звании начальника военных топографов Сибири.
В 1919 году — начальник военно-топографического отдела Главного штаба в армии Колчака. Попал в плен под Новониколаевском, опять перешёл на службу в РККА.
С 1921 года начальник Сибирского военно-топографического управления Красной армии, в 1924 году был уволен по политическим мотивам. В 1923 арестован по «делу о вредительстве».
С 1924 — профессор астрономии и геодезии Сибирского сельскохозяйственного института (Омский сельскохозяйственный институт), организовал землеустроительный факультет.
В 1925 году построил астрономическую обсерваторию, включённую в сеть наблюдательных станций АН СССР (снесена в 2007 году).
Скончался 19 июня 1929 года в Омске от пневмонии. Похоронен на кладбище Омского сельско-хозяйственного института.

## Награды и звания
- 1902 — Орден Святого Станислава III ст.
- 1906 — Орден Святой Анны III ст.
- 1907 — Орден Святого Станислава II ст.
- 1910 — Орден Святой Анны II ст.
- 1913 — Орден Святого Владимира III ст.

## Членство в организациях
- 1911 — Западно-Сибирский отдел Русского географического общества. В 1928 — почетный член Государственного географическое общества.

## Память
- 1974 — Омское отделение Всесоюзного астрономо-геодезического общества при АН СССР учредило Премию имени Н. Д. Павлова.